# Rebecca Cheptegeiová
Rebecca Cheptegeiová (nepřechýleně Cheptegei, 22. února 1991 Keňa – 5. září 2024 Eldoret, Keňa) byla ugandská atletka–běžkyně, která držela národní rekordy. Závodila v přespolních bězích, na dlouhých tratích a v maratonu. Byla druhá nejstarší z 13 sourozenců.

## Kariéra
V roce 2010 se v Polsku účastnila juniorského krosového závodu na světovém šampionátu, kde doběhla patnáctá. V roce 2022 vyhrála maraton v Padově a v tomtéž roce vyhrála závod v Thajsku na mistrovství světa v horském běhu. V roce 2024 se zúčastnila olympijských her v Paříži, kde doběhla na 44. místě.

## Vražda
Dne 1. září 2024 byla napadena svým bývalým partnerem, který ji polil benzínem a zapálil. V kritickém stavu byla převezena do nemocnice, měla popáleniny na 80 procentech těla. Po čtyřech dnech zemřela. Její bývalý partner 9. září 2024 také zemřel na popáleniny.